# Cuba

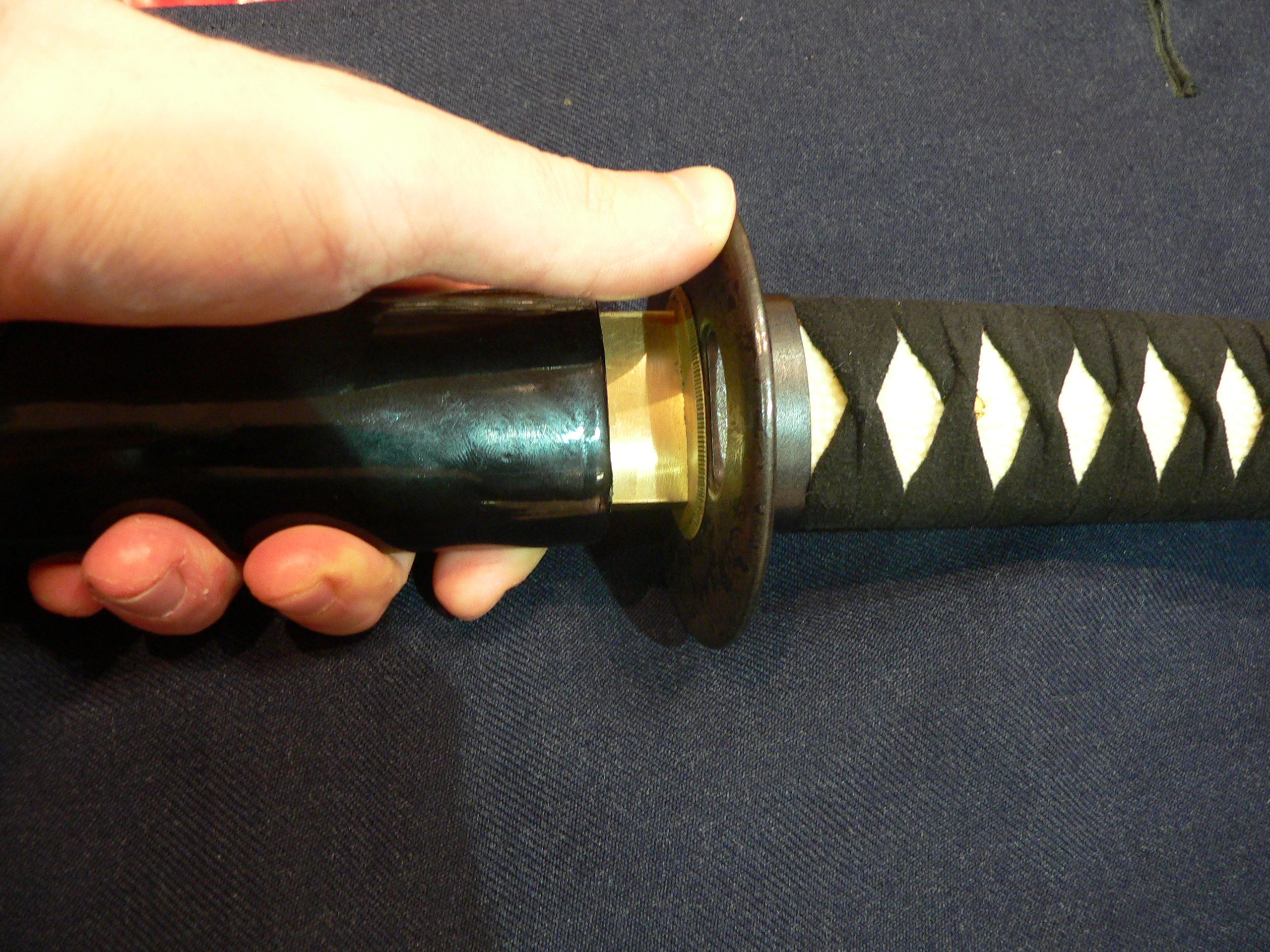
Cuba egy katana markolata (jobbra) és pengéje (balra, fekete tokban) között.

A cuba más néven kardmarkolatvédő, ami a hagyományos japán kardokon (tantó, katana) található.

## Elhelyezkedése
A cuba a penge és a markolat között helyezkedik el, legfőbb szerepe a kéz védelme az ellenség kardjával szemben. A cuba megakadályozza, hogy az ellenfél kardjának pengéje megsértse a kezet, mégpedig úgy, hogy megállítja a pengét. Továbbá vannak olyan speciális védelmi technikák, aminek elengedhetetlen kelléke.

## Fajtái
A cuba formája változatos, gyakran kerek, vagy ovális alakú, de nem ritka a négy- vagy nyolcszögletes markolatvédő sem, de találhatunk szabálytalan stílusú cubát is. Gazdagon díszített, vas, vagy réz ötvözetből, de már bőr cubáról is hallottunk. A díszítésben lehetnek állati vagy növényi motívumok, mitikus lények.

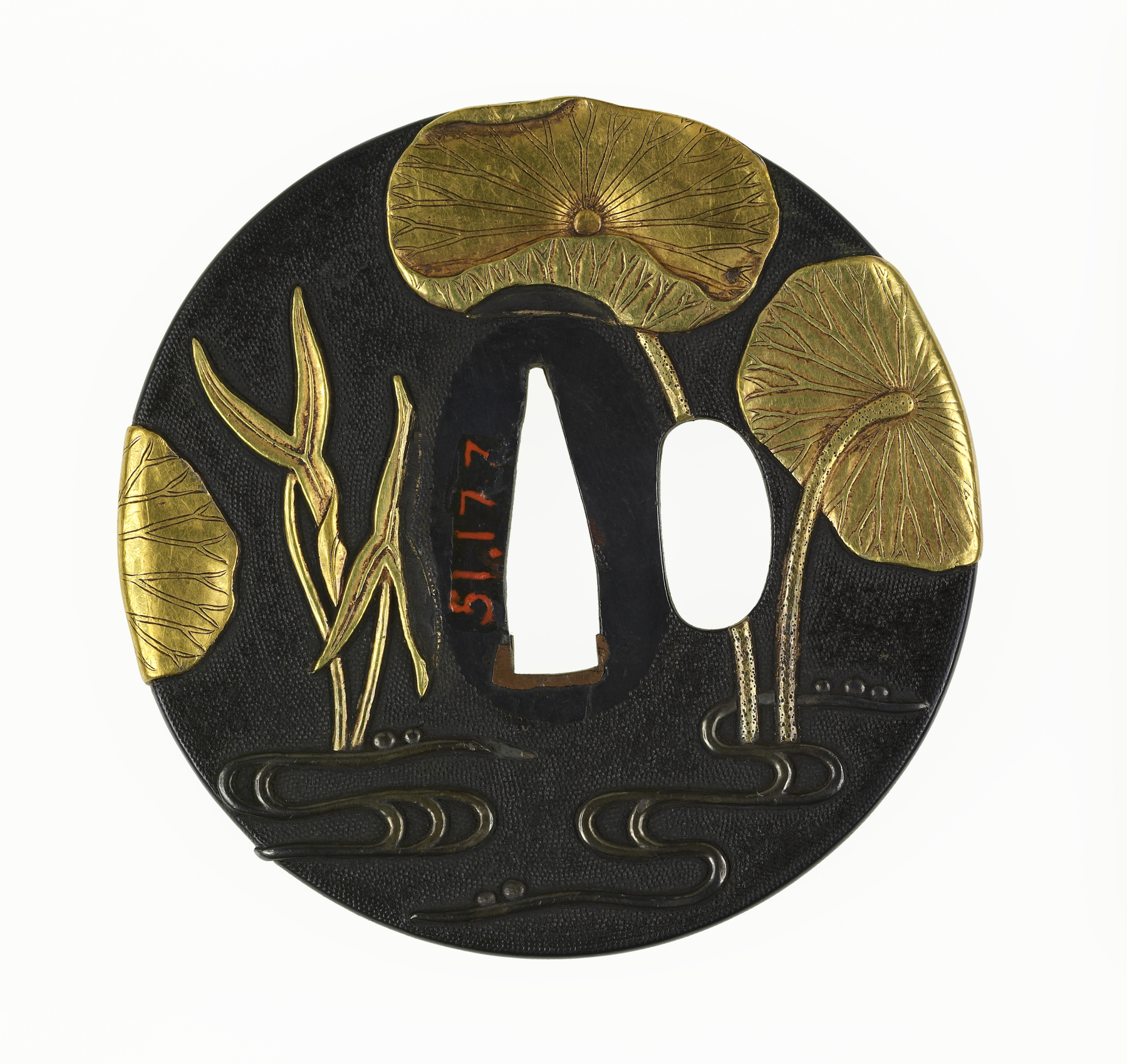
Lótusz virágos.
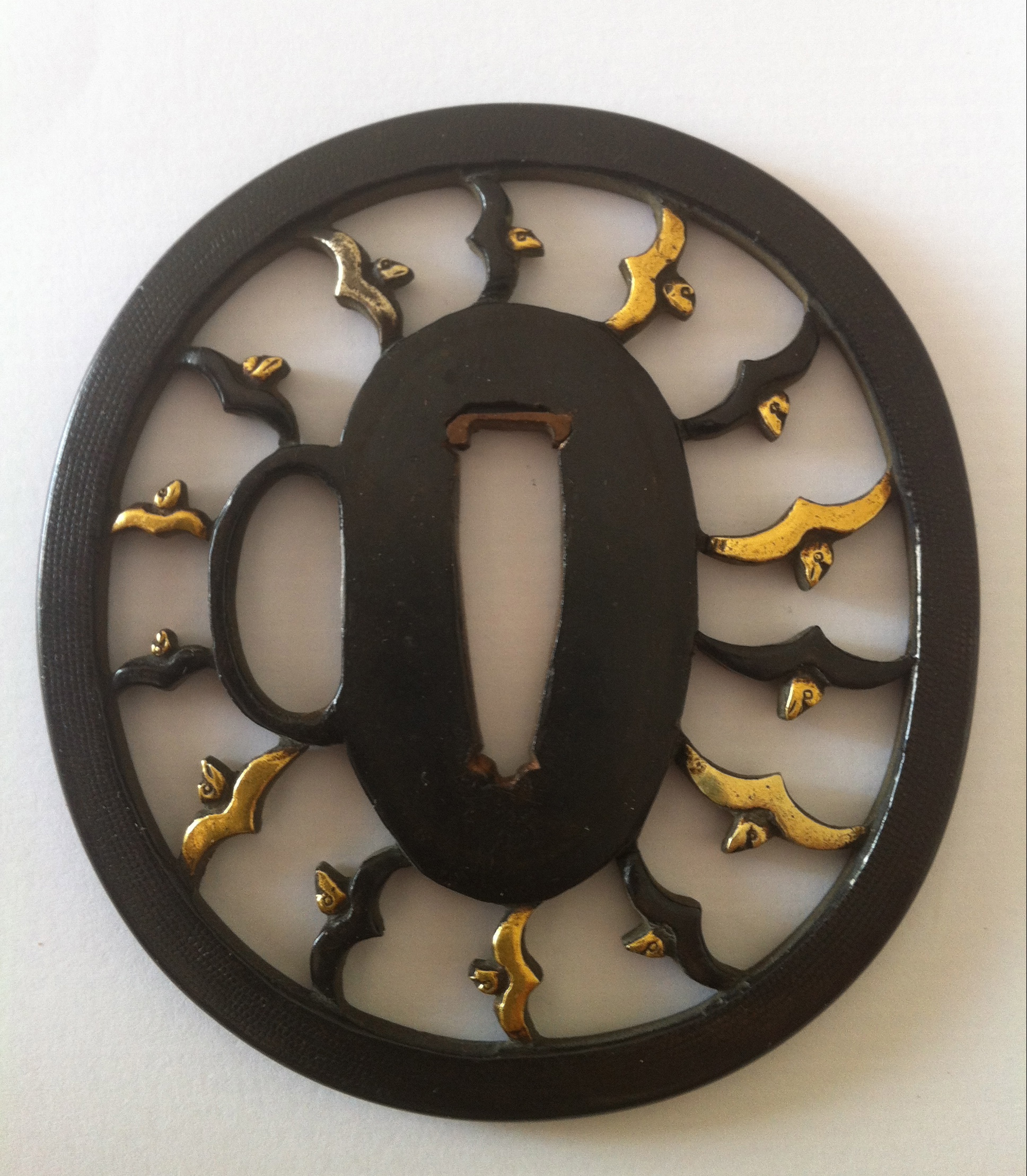
Shakudo Tsuba - Madarak a levegőben.
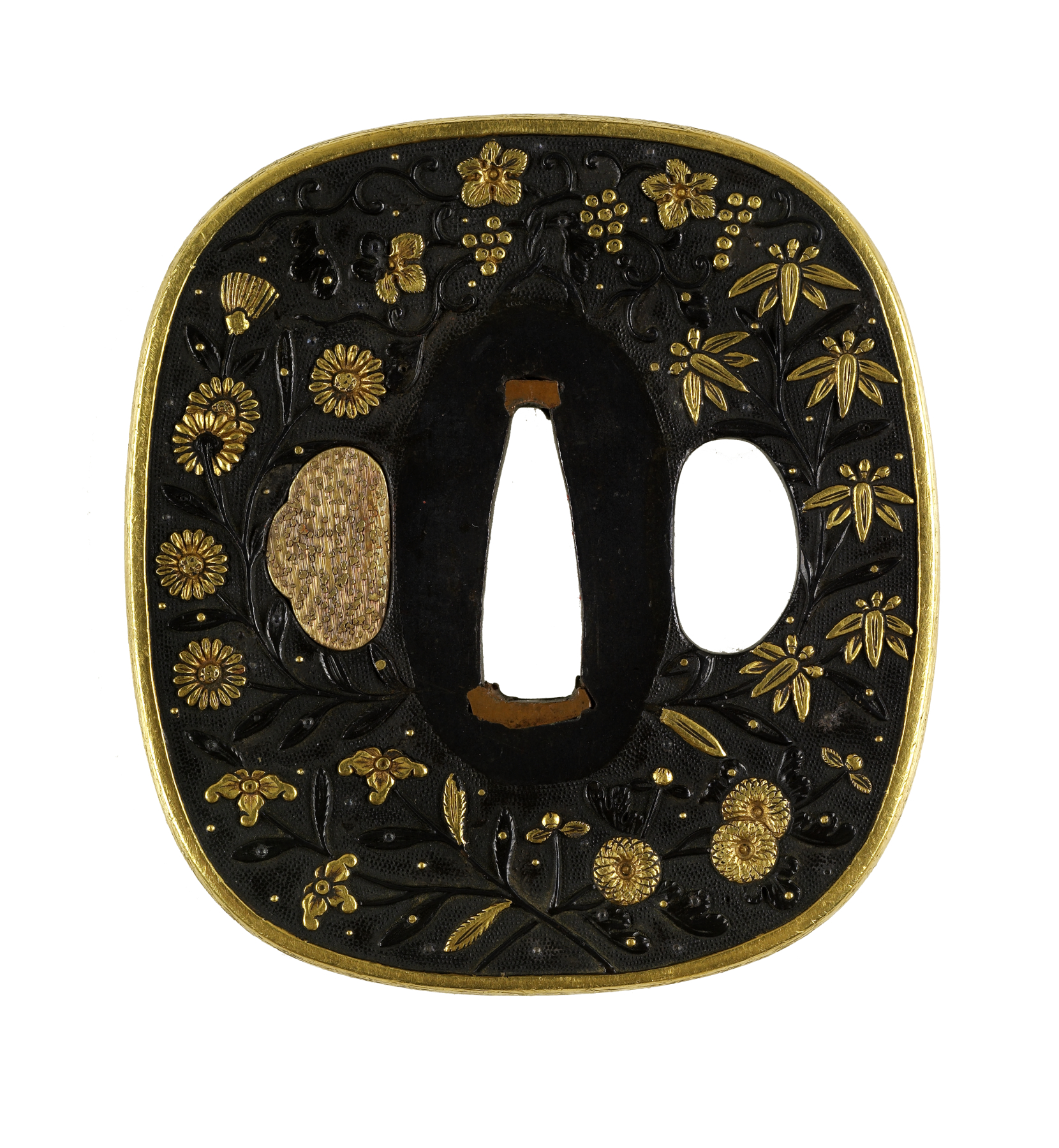
Cuba őszi virágokkal.
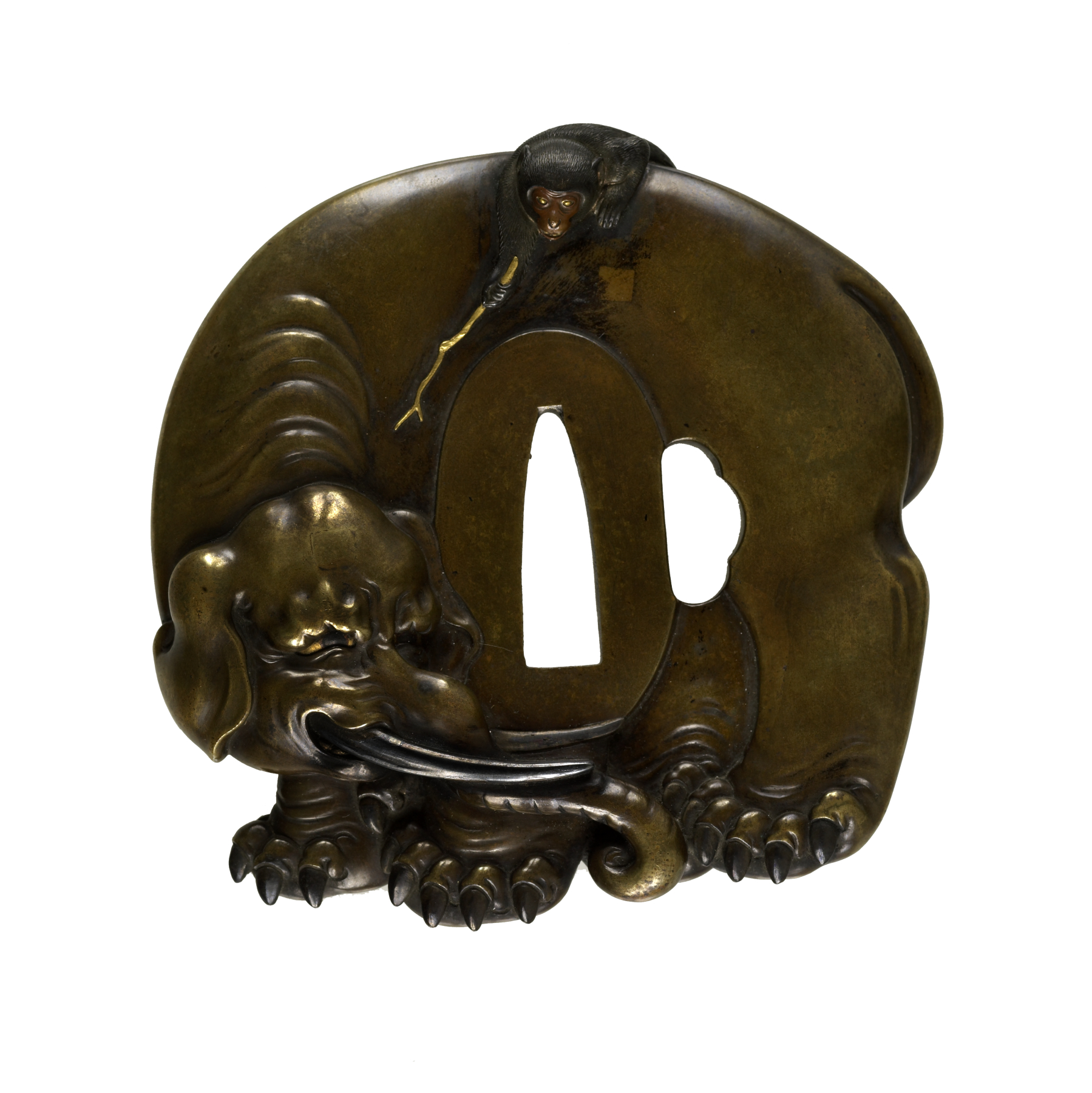
Elefánt és majom ábrázolása a cubán.

## Fordítás
Ez a szócikk részben vagy egészben  a   Tsuba című német Wikipédia-szócikk fordításán alapul.  Az eredeti cikk szerkesztőit annak laptörténete sorolja fel. Ez a jelzés csupán a megfogalmazás eredetét és a szerzői jogokat jelzi, nem szolgál a cikkben szereplő információk forrásmegjelöléseként.
Ez a szócikk részben vagy egészben  a   Tsuba című angol Wikipédia-szócikk fordításán alapul.  Az eredeti cikk szerkesztőit annak laptörténete sorolja fel. Ez a jelzés csupán a megfogalmazás eredetét és a szerzői jogokat jelzi, nem szolgál a cikkben szereplő információk forrásmegjelöléseként.